# رابرت اچ. گلدزبرو
رابرت اچ. گلدزبرو (به انگلیسی: Robert H. Goldsborough) سناتور سابق عضو حزب ملی جمهوری‌خواه بود. وی در سال ۱۸۱۳ تا ۱۸۱۹ و ۱۸۳۵ تا ۱۸۳۶ میلادی سناتور ایالت مریلند در سنای ایالات متحده آمریکا بود.